# Gnamptonoma
Gnamptonoma é um gênero de mariposa pertencente à família Acrolepiidae.